# 上田・小諸 - 立川線
立川線（たちかわせん）とは、群馬県・長野県と東京都立川市の間で運行されている高速バス路線である。2023年（令和5年）4月7日より草津温泉発着となった。

## 運行会社
- 千曲バス
  - 西武高原バスは2014年12月1日より撤退。

## 停車箇所
立川駅北口（バスターミナル11番のりば） - 玉川上水駅北口 - 軽井沢駅北口（バスターミナル3番のりば） - 草津温泉バスターミナル
- 途中、横川サービスエリアにて約15分間休憩する[2]。

## 運行経路
軽井沢立川線
東京都立川市 - 新青梅街道 - 首都圏中央連絡自動車道 - 関越自動車道 - 上信越自動車道 - 長野県北佐久郡軽井沢町 - 群馬県吾妻郡草津町
- 立川での折返は西武バス立川営業所を使用する。

### 過去の運行経路
上田立川線
東京都立川市 - 新青梅街道 - 首都圏中央連絡自動車道 - 関越自動車道 - 上信越自動車道 - 長野県上田市
小諸立川線
立川駅北口（バスターミナル11番のりば） - 玉川上水駅北口 - 富岡 - 軽井沢72ゴルフ - 軽井沢ショッピングプラザ前 - 軽井沢プリンスホテルウエスト - 軽井沢駅（バスターミナル3番のりば） - 中軽井沢 - 信濃追分（西部小学校前） - 御代田駅 - 佐久インター南 - 佐久平駅（蓼科口） - 和田森前 - 小諸駅（バスターミナル1番のりば）

## 歴史
- 2008年（平成20年）4月25日 - 佐久立川線、小諸立川線、上田立川線（各1日1往復）の運行を開始。
- 2009年（平成21年）12月25日 - 運行経路を再編し、小諸立川線と上田立川線の2系統（各1日1往復）となる。佐久インター南、小諸厚生病院の各バス停に無料駐車場を新設。
- 2011年（平成23年）5月16日 - 西武高原バスが、小諸立川線1往復（7月から9月は上り便は軽井沢発）の運行に参入[3]。
- 2013年（平成25年）12月16日 - 玉川上水駅北口に停車開始[4]。
- 2014年（平成26年）12月1日 - 小諸立川線を1往復減便、西武高原バスが撤退。
- 2020年（令和2年）8月1日 - 上田立川線を廃止。
- 2023年（令和5年）4月7日 - 小諸立川線が草津温泉と立川駅を結ぶ軽井沢立川線に変更され、玉川上水駅と軽井沢駅を除く途中バス停が廃止される[1][5]。

## 使用車両
- 全便座席指定制のため、乗車には事前の予約が必要である[6][7]。
- 全便原則化粧室付き4列シート車両で運行される（臨時便は化粧室なし4列シート車両で運行されることもある）[6]。

## その他
- 2011年5月の改正から2019年6月30日まで池袋・新宿線と共通の2枚・4枚回数券を設定していた。
- 2020年7月31日まで小諸立川線・上田立川線の2系統が存在し、これらを総称して「立川線」と称していた。